# Tilàpia de Balon
La tilàpia de Balon (Tilapia baloni) és una espècie de peix de la família dels cíclids i de l'ordre dels perciformes.

## Morfologia
Els mascles poden assolir els 17,5 cm de longitud total.

## Distribució geogràfica
Es troba a Àfrica: riu Congo (Zàmbia).